# Mariano Ramón Sánchez

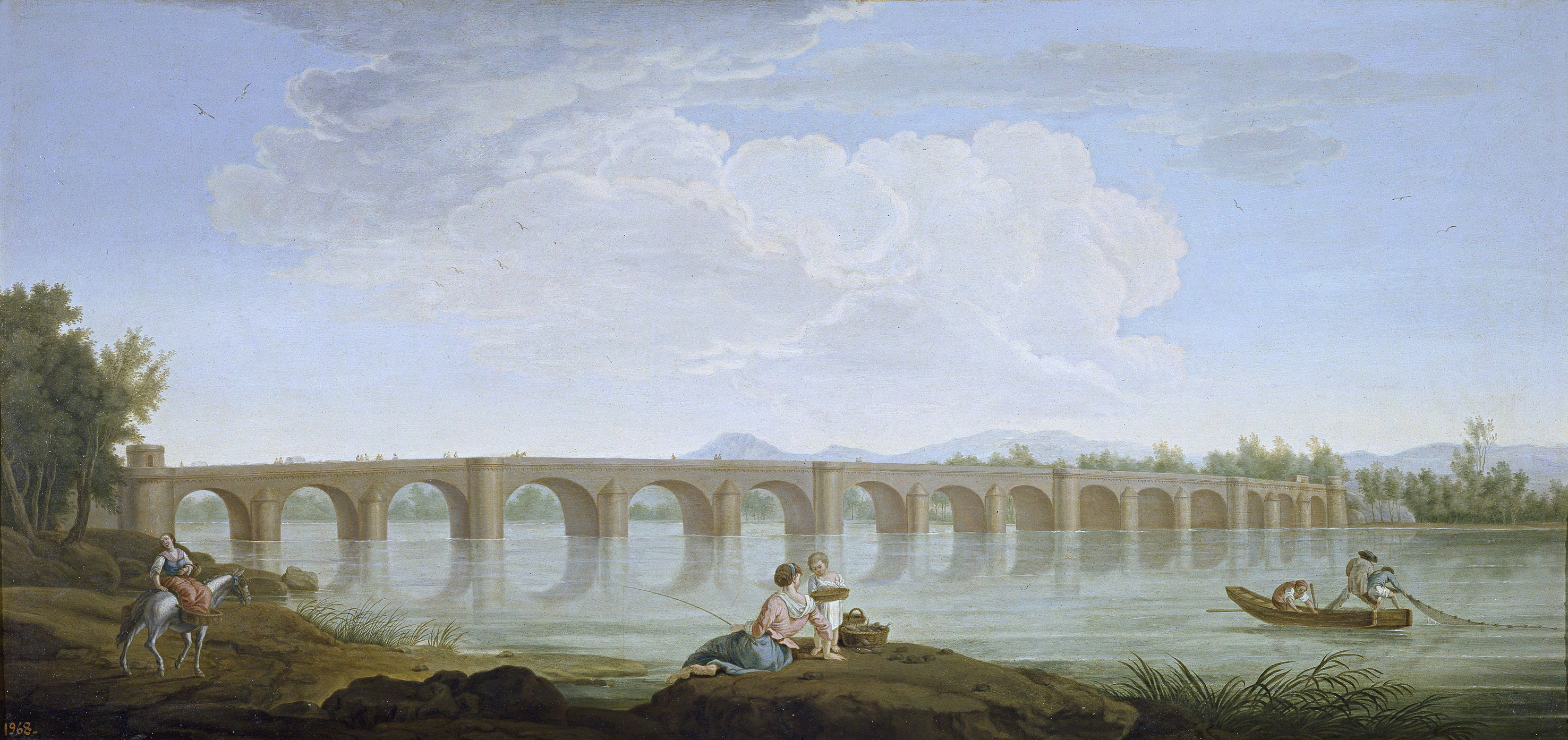
Puente de Molins de Rey, óleo sobre tabla, 57 x 111 cm, Madrid, Museo del Prado.

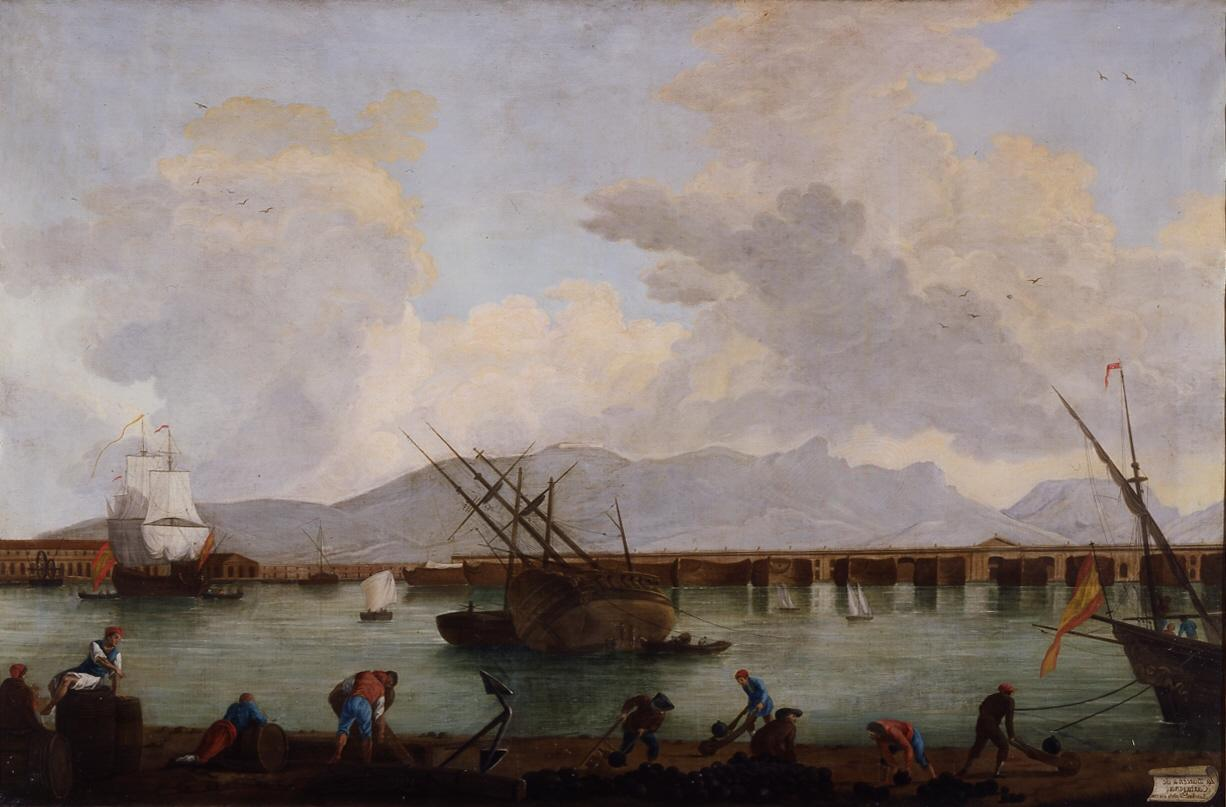
Dársena de Cartagena, óleo sobre lienzo, 73,50 x 112 cm, Madrid, Real Academia de Bellas Artes de San Fernando.

Mariano Ramón Sánchez (Valencia, 1740-Madrid, 1822) fue un pintor y miniaturista español especializado en la pintura de paisajes.

## Biografía y obra
Muy joven se trasladó a Madrid, donde en 1752 comenzó sus estudios en la Real Academia de Bellas Artes de San Fernando. Ya en 1753 quedó segundo, tras Mariano Salvador Maella, en el premio de tercera clase de pintura convocado por la Academia, para el que hubo de presentar un dibujo del Fauno del cabrito en la «prueba de pensado» y otro de la Venus de Médici en la «prueba de repente», ambos conservados en la propia Academia. En 1767 pintó un pequeño San Carlos Borromeo sobre bronce para el altar portátil de los príncipes de Asturias, para el que también se requirieron los servicios de Luis Meléndez. El año siguiente fue admitido como académico de mérito por la miniatura. No obstante, no habiendo logrado abrirse camino en la corte, se trasladó a Portugal donde pintó algunos retratos en miniatura para el rey José I.
De regreso a Madrid obtuvo en 1781 el más importante encargo de su carrera: la serie de vistas de puertos de España con destino al gabinete de marinas del príncipe de Asturias, el futuro Carlos IV. El encargo respondía a una moda iniciada por el francés Joseph Vernet y sus vistas de litoral galo pintadas para el marqués de Marigny, que ya habían despertado el interés del príncipe y propiciado el encargo a Luis Paret de una serie de vistas del litoral vasco. En diciembre de 1781 marchó a Cádiz para dar comienzo al trabajo que se le había encomendado y en mayo de 1782 se remitieron a Madrid las primeras cuatro vistas del puerto de Cádiz. En 1783, tras la toma de vistas de Gibraltar, se instaló en Sevilla por espacio de unos meses. Pasó luego a Córdoba y a Madrid en octubre de 1784. Los trabajos presentados en El Escorial hubieron de complacer a los comitentes pues en febrero de 1785 recibió nuevas instrucciones del ministerio de Estado para marchar a Málaga y proseguir con la toma de vistas del litoral mediterráneo hasta Alicante, donde se le sitúa a finales de ese año.
Una tercera serie «de todos los Puertos de la Costa del Principado de Cataluña, y la del Reyno de Valencia, hasta Denia, y Cabo de San Antonio», dio comienzo en octubre de 1787 partiendo de Barcelona. En esta etapa hubo de pasar también a las «Islas adyacentes» de las que dejó tres lienzos que se conservan en propiedad del Patrimonio Nacional como la mayor parte de las pinturas de estas series. En julio de 1792, cuando tenía ya entregadas cincuenta y ocho vistas, y tras habérsele denegado el reconocimiento de pintor de cámara que había solicitado, se le dieron instrucciones para marchar a Galicia y Asturias y continuar así con la toma de vistas, misión concluida en julio de 1793. En los años posteriores, radicado en Madrid, dio un giro a sus paisajes, que incluirán ahora los Reales Sitios, la plaza de Badajoz y los puentes de Mérida y de Alcantara, para concluir en Granada en 1799.
Dio por terminado el proyecto en 1803, enfermo y con ciento dieciocho vistas terminadas, de las que dos pertenecen a la Real Academia de Bellas Artes de San Fernando y diecisiete son propiedad del Museo del Prado, que tiene algunas depositadas en diversas instituciones.

## Vistas pintadas y cámara oscura

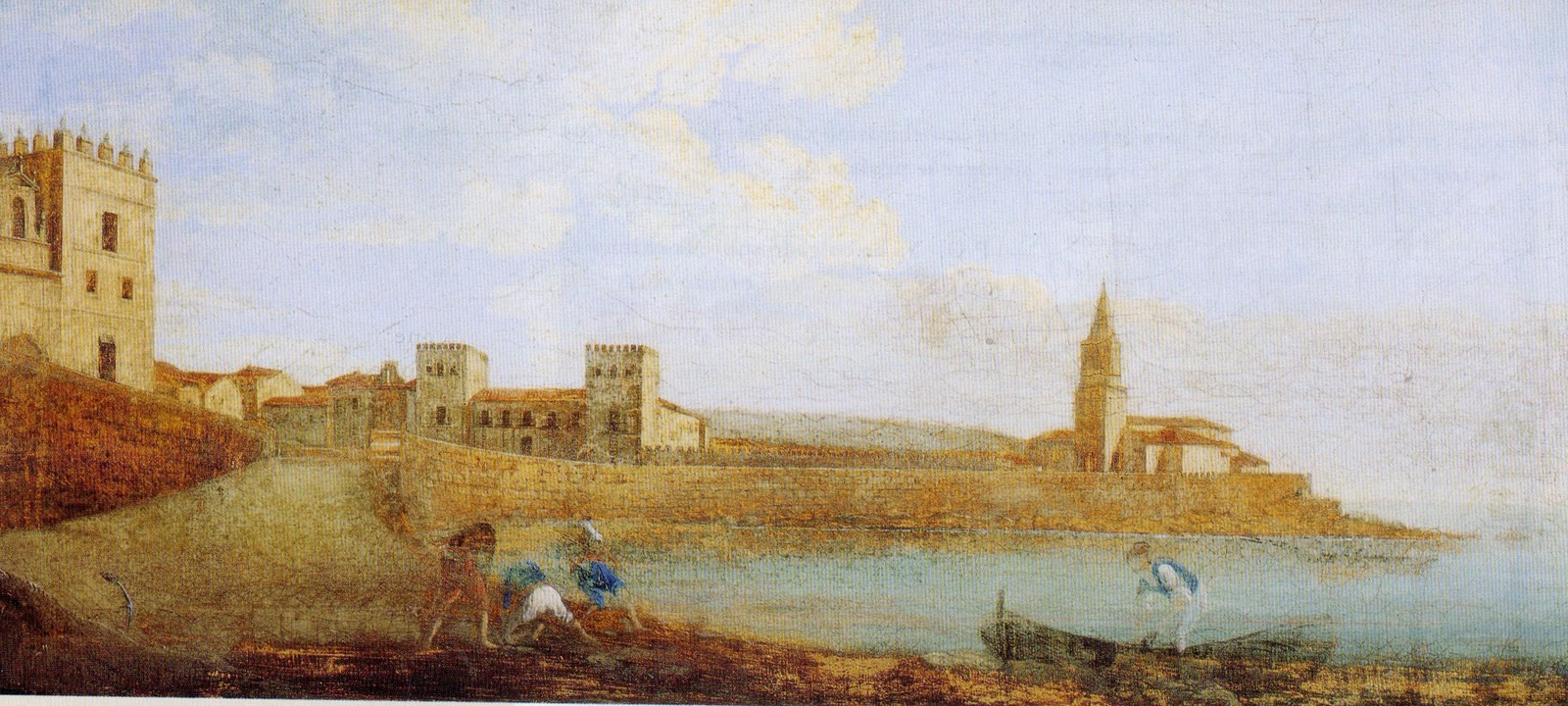
Vista de San Lorenzo y del Campo Valdés en Gijón, óleo sobre lienzo, 43,2 x 87 cm, Gijón, Museo Casa Natal de Jovellanos.

A diferencia de los idealizados paisajes de Joseph Vernet o de Luis Paret, presentados como modelos, a Sánchez le interesó desde el primer momento la recreación de vistas topográficas tomadas con la mayor exactitud y desde diversos puntos de vista, no siendo descartable la utilización de la cámara oscura. Podría confirmarlo la vista del Arenal de San Lorenzo y el Campo Valdés de Gijón que el pintor regaló a Gaspar Melchor de Jovellanos y se conserva en el museo de su Casa Natal. Solo dos años después del paso del pintor por Giijón, en septiembre de 1795, el político y erudito ilustrado encargó a Madrid una cámara oscura para el Real Instituto Asturiano de Náutica y Mineralogía, y las primeras prácticas hechas con ella tuvieron como escenario la misma playa de San Lorenzo, siendo uno de los ejercicios el retrato desde ella de la casa Valdés, en lo que parece constituir un ejercicio de enseñanza de la «manera de ver». Así, para servir de ayuda para los estudiantes, en febrero de 1796 Jovellanos escribió a Sánchez solicitándole copias a la aguada de las vistas que había tomado de Gijón para la colección real: «para que, poniéndolas en el Instituto, sirvan de muestra para que los muchachos que se ejerciten en la cámara oscura estudien el colorido de la perspectiva».